# My Brain Is Hanging Upside Down (Bonzo Goes To Bitburg)
"Bonzo Goes to Bitburg" (Bonzo va a Bitburgo en español) es una canción del grupo estadounidense de punk Ramones lanzada como sencillo en el Reino Unido en 1985. El sencillo no fue lanzado en Estados Unidos. Al año siguiente fue retitulada "My Brain Is Hanging Upside Down (Bonzo Goes to Bitburg)", en el disco Animal Boy.
La canción fue escrita en mayor parte por el bajista de la banda, Dee Dee Ramone, en reacción a la visita por parte del presidente norteamericano Ronald Reagan a un cementerio militar nazi en Bitburgo, en Alemania Occidental, donde se encuentran enterrados 50 miembros de las SS. La visita era en honor a las víctimas del nazismo y celebrando el renacimiento de Alemania Occidental como una gran democracia y potencia aliada a los Estados Unidos. La frase "Bonzo Goes to Bitburg" fue lanzada por quienes protestaron durante las semanas cercanas a la visita de Reagan  en referencia a Reagan: Bonzo es el nombre del chimpancé que dio vida al personaje de la película Bedtime for Bonzo; Reagan fue el actor principal del film en 1951. La frase también hace una referencia a la secuela de la película, Bonzo Goes to College (Bonzo va a la universidad) (1952), aunque Reagan no participó en la misma.